# 山田軍団 黒虎
山田軍団 黒虎（やまだぐんだん くろとら）は、TBSの『SASUKE』でミスターSASUKE・山田勝己が団長となって若手の育成をするために結成された番組内特有のチームである。

## 概要
2012年、『SASUKE RISING 2012』第28回大会を以て、『SASUKE』から引退した山田勝己が、自身を慕う若手選手と共に「完全制覇」を目指すべく、翌年に「山田軍団 黒虎」を結成。軍団運営において山田は、「コーチって言う生温い感じは嫌なんで、師匠と弟子みたいな、武道チックに言って、精神面も技術面も全部鍛えていくっていう感じですけど」と述べ、団長・指導者の形で育成に携わっている。なお、黒虎の名前は、1996年『筋肉番付』で行われた「クイックマッスル全国大会」で実況を務めた古舘伊知郎が、山田を「浪速のブラックタイガー」と呼んだことに凄く気に入っており、いつか使いたかったことから名付けた。
軍団員が初出場となった第29回大会では、1st STAGEで惨敗。第30回記念大会では山本浩茂が1stをクリア。第31回でも山本のみが1stをクリア。第32回では、同年3月に加入した小畑仁志を加えた3人を送り込むも、初出場以来の1st全滅に終わる。第33回でも全滅に終わるが、第34回では初の2人(山本・小畑)が1stを突破。小畑は2ndステージもクリアし、黒虎初の3rd進出へと導く。しかしその後は第35・36回といずれも1st全滅に終わる。第37回で山本良幸が初出場し、いきなり1stをクリア。それに続いて前回ローリングヒルで阻まれた伊佐嘉矩がクリアし、黒虎としては9回目の参戦で、初めて送り出した団員全員が1stをクリアした。さらに2人は2ndもクリアし、揃って3rdまで進出。続く第38回でも同じ布陣(山本良幸・伊佐)で3rdまで進出した。
軍団が軌道に乗り始めた矢先の2021年、伊佐が軍団を電撃脱退。その後和田アキ子率いる「アッコ軍団」に移籍。同年7月23日には「黒虎新メンバー選考会」を開催。「関西在住でSASUKEに自信がある」を応募条件に募集をかけ、集まった総数から山田が20人に厳選。さらに1日かけて選考会を開催し、最終的に6名の合格者を決定・加入させた。第39回大会の開催に先駆けては軍団内の選考会を開催し、山本良幸と河内総一郎が本戦への出場権を獲得した。

## 歴史
2013年、山田軍団「黒虎」結成。初出場の第29回は軍団員全員が1st STAGEリタイア。
2014年、『SASUKE2014』第30回記念大会で、山本浩茂が黒虎創設以来初の1stクリア者となる。
2016年3月、小畑仁志が入団。同年開催された『SASUKE2016』第32回大会に向けた選考会を1位通過で本戦出場も、軍団員全員が1stリタイアを喫し、初出場以来の1st全滅となった。
2017年、第33回に山田勝己が招待選手として復帰。第34回で、小畑が黒虎初の3rd STAGE進出。
2018年11月、伊佐嘉矩が入団。大晦日放送の第36回に初出場も、ローリングヒルでリタイア。
2019年、山本良幸が初出場。『SASUKE』史上初の黒虎が1st STAGE1人目のクリア者となった。伊佐も初めて1stをクリアし、2人揃って3rdまで進出した。
2020年、山田が電撃復帰。良幸・伊佐が2大会連続で3rdに進出した。
2021年、伊佐が黒虎を電撃退団し、「アッコ軍団」へ移籍。7月にオーディションが開催され、宇賀田恒・髙須賀隼・橋本拓実・坪田明の4名に加え、育成枠合格者としてデルモッテ・アルノーと中島結太が正式入団となった。本選出場を懸けた選考会では、河内総一郎が選考会を勝ち上がり、第39回で初出場となった。また、山田が第39回出場を機に「生涯現役」宣言をした。
2022年、良幸が黒虎創設以来初のファイナリストとなる。髙須賀隼が選考会を勝ち上がり、第40回で本戦初出場となり、2nd STAGEまで進出した。
2024年、山田・良幸が『SASUKEワールドカップ2024』のチームメンバーに選出された。良幸はチームJAPAN Red、山田はチームJAPAN Legend。

## 現メンバー
現時点での構成。結成当初は軍団員それぞれにコードネーム（『』表記）がつけられていたが、現在はつけていない。
山田勝己（出場31回・ミスターSASUKE)
1999年春ファイナリスト。黒虎の創立者・親方。第28回で引退後、第33回に招待選手として久々の出場。第38回開催に先駆けては、一般応募から合格を勝ち取り出場を果たす。本大会の競技後に引退を示唆していたが、第39回の大会時に「生涯現役宣言」を掲げている。
山本浩茂（出場7回・ゲームセンター従業員）『セガ』
現時点唯一の初期メンバーで、黒虎初の1stステージクリア者。初出場の第29回～35回まで7大会連続で出場しており、軍団員内では現時点では最多出場の持ち主。第29回ではジャンプハング改でトランポリンを踏み外し敢え無く撃沈。リベンジに燃える第30回では、会場に応援に駆け付ける予定だった母親が、大会前に糖尿病の悪化により入院。逆境を跳ね除けて1stをクリア。競技後には山田と抱擁を交わし、嬉しさのあまり涙を流した。なお2ndのスワップサーモンラダーで掛け違い失格となった。続く第31回でも1stをクリア。2ndはバックストリームで苦戦を強いられ、プールを出たところでタイムアップとなった。第32回は1stの前半を軽快に飛ばすもそりたつ壁に苦戦。壁をかろうじて超えたが僅かに0.1秒ゴールボタンに届かずタイムアップとなった。第33回は新設されたフィッシュボーンでリタイアし、2大会連続1stリタイアを喫した。 第34回は1stを順当にクリア。2ndでは時間があると勘違いしたか余裕を持った様子でゴールボタンを押すも、タイムアップ。これには本人も驚きを隠せない様子であった。（尚、警告音は放送で付け足されたもので、現場では警告音が聞こえていなかった説がある。真相は不明。）さらにこの大会は肉離れを起こしていてスタートに立つか一週間前まで悩んでいたという。第35回ではローリングヒルでまさかのリタイアとなった。第36回以降は出場が途絶え、第39回の代表決定戦にも参加していないが、本戦の応援には駆け付けていた。
北風好健（黒虎の番頭）
出場歴はないが、長きにわたって軍団内のサポートを続ける番人。年齢非公表。
河内総一郎（出場1回・ブレーキ製造会社 勤務）
2018年3月に加入。山田含め関西在住の軍団員がほとんどを占める中で、愛知県から月に11万円の交通費を費やして、毎週山田宅へ出向きトレーニングを積んでいる。第39回の代表決定戦で本戦への切符をその手に掴み、念願の初出場を果たした。本番ではドラゴングライダーでリタイア。
山本良幸（出場5回・支援学校 保健体育教師）
関西大学体操部の元主将で、現在は大阪府立堺支援学校の保健体育教師として勤務。初出場の第37回から5大会連続で3rdステージまで進出しており、1st・2ndは第42回終了時点で無敗。第39回では1st・2ndのいずれも最速タイムをマークしている。第40回で初めて3rdをクリア、黒虎結成以来初のファイナリストとなった。FINALでは、初挑戦にしてサーモンラダー15段を突破し、ロープに触れるまでに到達。完全制覇に最も近い人間の１人として注目されている。また、2025年5月2日放送の最強スポーツ男子頂上決算ではNo.1に輝いた。
坪田明（消防士）
2021年の「黒虎新メンバー選考会」に合格。合格者の中では最年長(36歳)であった。
橋本拓実（コスモ石油オペレーター→メンズヨガインストラクター）
2021年の「黒虎新メンバー選考会」に参加。腕立て伏せ70回では規定回数をクリアし、最終的に合格を勝ち取った。加入前には大会のシミュレーターとして参加していた経歴を持つ。
高須賀隼（出場3回・水泳指導員）
2021年の「黒虎新メンバー選考会」に合格。第39回の代表決定戦では本戦出場こそ逃したものの、山田のセットを使って行われた1stを模したトライアルでは、全体で2位の記録を残した。2022年、第40回の代表決定戦にて後述の宇賀田との2位争いを制し、本戦初出場を決め、1stクリア。第41回、第42回の代表決定戦でも宇賀田との接戦を制し本戦出場を決めた。
宇賀田恒（医療機器販売 営業）
加入前から「入団希望」として山田の自宅セットで特訓を積み重ねる傍ら、淡路島に自作セットを作り練習を続けていた。
デルモッテ・アルノー（自動運転AI研究者）
ベルギー出身の研究者。選考会では腕立て伏せ70回と懸垂20回をクリアし、クリフハンガーを渡り切ることにも成功。最終的には育成枠合格者として加入した。
中島結太（出場2回・高校1年生）
コロナ禍に自宅で毎日200回の懸垂を1年間続け、選考会第3種目の懸垂20回を楽々こなし、スタッフからのインタビューでは「楽しかったです」と笑みを浮かべていた。最終的には育成枠合格者として加入した。2022年の第40回に、黒虎とは別枠で初出場を果たし、14歳ながら1st最終エリア・2連そり立つ壁の二つ目まで進む快進撃を見せた。2023年も出場し、20秒以上残す好タイムで1stをクリア。2nd・バックストリームまで到達する躍進を遂げた。2024年4月、山田の母校である兵庫県立東播磨高等学校に進学した。同年の第42回大会では3rd進出を果たし長崎峻侑の記録（18歳・第15回大会）を塗り替え3rd進出の最年少記録を樹立。3rdではクリフディメンションまで到達し黒虎メンバーで最優秀成績となった。

## 元メンバー
出場経験のある者を順に掲載。（『』内はコードネーム）
渡辺陽介（出場4回・大阪市中央卸売市場 海老専門店→ヤマト運輸契約社員→建築現場指揮官）『エビ』→『クロネコ』→『元エビ』
初期メンバーの１人。第29回から第31回・34回に出場。自己最高はそり立つ壁。
岡田知磨（出場1回・アリさんマークの引越社）『アリ』
初期メンバーの１人。第29回に出場もロングジャンプでリタイア。
水川圭史（出場1回・住宅設計士）『イケメン』
初期メンバーの１人。第29回に出場もロングジャンプで足が着水しリタイア。
松原慎治（出場3回・倉庫管理→精密機器加工）『ヘビ』
第30回で初出場。第32回まで3大会連続で出場した。クリア直前まで進むも、1stはクリアできず。
小畑仁志（出場4回・海苔機械メンテナンス）『海苔』
黒虎初の3rd進出者。トランポリンエリアでのリタイアが多く、初出場から2大会連続でダブルペンダラムでリタイアを喫するも、第34回で1st、2ndを一気にクリアし、軍団初の3rd進出を決めた。3rdではサイドワインダー・改で落水、次大会でドラゴングライダーでリタイア。
前田瑞貴（出場1回・特別支援学級職員）
伊佐と共に第36回で初出場。ドラゴングライダーでの飛び移りに失敗し落水。
伊佐嘉矩（出場5回・現役十種競技選手）
第36回で初出場。この回ではローリングヒルで不覚を取るも、その後の大会では、黒虎を脱退した後の大会も含めて4大会連続で3rd進出。第39回前に黒虎を脱退し、アッコ軍団「赤虎」への移籍を経て出場。第40回は単に「元・黒虎」として出場。

## 戦歴
黒虎結成の29回大会からの成績を記載。

### 第29回大会
山田が軍団を結成して軍団全員が参戦。会場からはどのような結果になるか期待の目が向けられたが、1stステージで全滅し、団長の山田もまさかの結果に唖然とした。
| ゼッケン | 名前     | ステージ | エリア           | 備考                |
| -------- | -------- | -------- | ---------------- | ------------------- |
| 48       | 渡辺陽介 | 1st      | 2連そり立つ壁    | 2つ目、タイムアップ |
| 47       | 山本浩茂 | 1st      | ジャンプハング改 | 掴み失敗            |
| 50       | 水川圭史 | 1st      | ロングジャンプ   | 着地失敗、足が着水  |
| 49       | 岡田知磨 | 1st      | ロングジャンプ   | 着地失敗            |

### 第30回大会
前回の全滅からさらに一段軍団強化を重ね、松原が初出場。山本浩茂が黒虎初の1stステージクリアを果たした。また番組は未公表としているが、今大会は山田も軍団として書き加える。
| ゼッケン | 名前     | ステージ | エリア                 | 備考                          |
| -------- | -------- | -------- | ---------------------- | ----------------------------- |
| 2932     | 山本浩茂 | 2nd      | スワップサーモンラダー | 2→3段目、失格                 |
| 2931     | 松原慎治 | 1st      | ターザンロープ         | 足が着水                      |
| 2934     | 山田勝己 | 1st      | 2連そり立つ壁          | 2つ目、タイムアップ、全カット |
| 2933     | 渡辺陽介 | 1st      | ロググリップ           | 全カット                      |

### 第31回大会
今大会も山本、松原、渡辺の3人が出場。松原はクリア直前でタイムアップ。2大会連続で1stステージを山本がクリアするが、山本もバックストリームでリタイアして3rdステージには進めなかった。
| ゼッケン | 名前     | ステージ | エリア                   | 備考                     |
| -------- | -------- | -------- | ------------------------ | ------------------------ |
| 34       | 山本浩茂 | 2nd      | バックストリーム         | クリア直後にタイムアップ |
| 32       | 松原慎治 | 1st      | ランバージャッククライム | タイムアップ             |
| 31       | 渡辺陽介 | 1st      | そり立つ壁               | タイムアップ             |

### 第32回大会
今大会は小畑が初出場し、山本も4度目の出場になったが、初出場の29回大会以来の全滅となり、山田の顔が曇った。
| ゼッケン | 名前     | ステージ | エリア                   | 備考                     |
| -------- | -------- | -------- | ------------------------ | ------------------------ |
| 33       | 山本浩茂 | 1st      | ランバージャッククライム | ボタン前でタイムアップ   |
| 34       | 小畑仁志 | 1st      | ダブルペンダラム         | サンドバックへの移行失敗 |
| 32       | 松原慎治 | 1st      | タイファイター           |                          |

### 第33回大会
今大会は20周年特別招待選手として山田勝己が電撃復帰するも、小畑は２大会連続ダブルペンダラムで、山本はまさかのフィッシュボーンでリタイア。山田もタイファイターでリタイアしてしまい、軍団初の2大会連続1stステージ全滅となった。
| ゼッケン | 名前     | ステージ | エリア           | 備考                     |
| -------- | -------- | -------- | ---------------- | ------------------------ |
| 32       | 小畑仁志 | 1st      | ダブルペンダラム | サンドバックへの移行失敗 |
| 31       | 山本浩茂 | 1st      | フィッシュボーン | 1→2本目                  |
| 33       | 山田勝己 | 1st      | タイファイター   |                          |

### 第34回大会
直近2大会とは打って変わって山本が3度目、小畑が初の1stステージクリア。さらには小畑が黒虎初の3rdステージ進出を果たしたが、山本はボーンヘッドで2ndステージクリアを逃し、結果的にこれが現時点で最後の2nd挑戦となった。一方小畑はサイドワインダー・改でリタイアした。
| ゼッケン | 名前     | ステージ | エリア               | 備考                   |
| -------- | -------- | -------- | -------------------- | ---------------------- |
| 49       | 小畑仁志 | 3rd      | サイドワインダー・改 | 2→3本目                |
| 47       | 山本浩茂 | 2nd      | ウォールリフティング | ボタン前でタイムアップ |
| 48       | 渡辺陽介 | 1st      | フィッシュボーン     | 3→4本目                |

### 第35回大会
前回は黒虎が躍進したが、今大会は前回1stステージをクリアした山本と小畑が共に1stステージでリタイアする波乱となった。今大会が結成時から皆勤出場をしていた山本浩茂の現時点で最後の出場となった。また、今大会後に小畑は女性関係でのクレームがTBSに入りSASUKEを出禁になり黒虎もクビ、この大会が小畑仁志の現時点での最後の出場となった。なお、団長の山田は収録前の仕事の怪我があり、車いす姿で指揮を執っていた。また、それ以前の回では黒虎の出場枠は回によって異なっていたが、この回以降、黒虎の出場枠が2枠で固定されることになる。
| ゼッケン | 名前     | ステージ | エリア             | 備考             |
| -------- | -------- | -------- | ------------------ | ---------------- |
| 62       | 小畑仁志 | 1st      | ドラゴングライダー | 1→2本目          |
| 61       | 山本浩茂 | 1st      | ローリングヒル     | 対岸への着地失敗 |

### 第36回大会
前回まで主戦で出場していた山本と退団した小畑に代わり、前田と伊佐が初出場するも、またも1stステージで全滅。
| ゼッケン | 名前     | ステージ | エリア             | 備考    |
| -------- | -------- | -------- | ------------------ | ------- |
| 56       | 前田瑞貴 | 1st      | ドラゴングライダー | 1→2本目 |
| 57       | 伊佐嘉矩 | 1st      | ローリングヒル     | 下り    |

### 第37回大会
今大会は黒虎期待の新エースとして山本良幸が初出場。初出場ながら1stステージをクリアする軍団初の快挙を達成。伊佐もリベンジを果たし、黒虎で初めて出場した団員が全員1stステージをクリアした。さらに2ndステージもクリアして山本は軍団初の最速タイムを樹立。クリフハンガーディメンションで２人共落水したものの、2人が3rdステージまで駒を進めたことで軍団としての躍進を果たした。
| ゼッケン | 名前     | ステージ | エリア                       | 備考    |
| -------- | -------- | -------- | ---------------------------- | ------- |
| 47       | 山本良幸 | 3rd      | クリフハンガーディメンション | 2→3本目 |
| 48       | 伊佐嘉矩 | 3rd      | クリフハンガーディメンション | 1→2本目 |

### 第38回大会
今大会も山本と伊佐が出場して1st、2ndをクリア。山本は2大会連続で2ndステージ最速タイムを樹立。しかし3rdステージでは伊佐はフライングバーで、山本はクリフハンガーディメンションで２回目の飛び移りを成功させた直後落下。共にリタイアしてFINALまでは進めなかった。また、今大会は黒虎とは別枠で山田が電撃復帰しているが、ここでは山田も軍団として記載する。
| ゼッケン | 名前     | ステージ | エリア                       | 備考      |
| -------- | -------- | -------- | ---------------------------- | --------- |
| 49       | 山本良幸 | 3rd      | クリフハンガーディメンション | 3本目中盤 |
| 50       | 伊佐嘉矩 | 3rd      | フライングバー               | 3皿目     |
| 97       | 山田勝己 | 1st      | ドラゴングライダー           | 1本目終盤 |

### 第39回大会
今大会前には3大会連続で出場して2大会連続で3rdに進んでいた伊佐が電撃移籍。黒虎は新たに団員を選考して、その選ばれた団員の中からさらに本戦への選考会を開催。出場権を獲得した山本良幸と河内総一郎が出場。河内はドラゴングライダーで、山本は黒虎初の1stステージ最速タイム及び1st・2ndダブル最速タイム樹立を果たしたが、新エリアのスイングエッジでリタイアした。前述の山田も記載。
| ゼッケン | 名前       | ステージ | エリア             | 備考            |
| -------- | ---------- | -------- | ------------------ | --------------- |
| 50       | 山本良幸   | 3rd      | スイングエッジ     | 1→2個目         |
| 49       | 河内総一郎 | 1st      | ドラゴングライダー | 2本目           |
| 96       | 山田勝己   | 1st      | クワッドステップス | 4歩目、足が着水 |

### 第40回大会
今大会前にも選考会が行われ、山本良幸と高須賀隼が出場。さらに黒虎と別枠で中島結太に団長の山田勝己も出場。高須賀は初出場で1stをクリアするも2ndのスパイダーランで落水。山本は最速タイム樹立はならなかったが1st・2ndを抜群の動きで突破して、3rdステージをついにクリアして黒虎初のファイナリストとなった。完全制覇には至らなかったが、山田は山本に感謝を伝え、涙を流した。
| ゼッケン | 名前     | ステージ | エリア           | 備考                        |
| -------- | -------- | -------- | ---------------- | --------------------------- |
| 3950     | 山本良幸 | FINAL    | 綱登り           | 残り約8m                    |
| 3949     | 高須賀隼 | 2nd      | スパイダーラン   | 突入直後                    |
| 3913     | 中島結太 | 1st      | 2連そり立つ壁    | 2つ目突入直後、タイムアップ |
| 3996     | 山田勝己 | 1st      | フィッシュボーン | 1→2本目                     |

### 第41回大会
今大会では山本良幸と中島結太がシードで出場権を獲得、そして今回も高須賀隼が選考会を勝ち上がり出場。山田勝己も出場。中島は長野塊王に続き中学生で1stクリアを達成、バックストリームまで進む快挙となったが、高須賀はまさかのローリングヒル上りでリタイア。99番をつけた山本は2大会ぶりに2nd最速タイムで3rdに進出するも、前回クリアしたクリフディメンションでリタイアとなった。
| ゼッケン | 名前     | ステージ | エリア               | 備考         |
| -------- | -------- | -------- | -------------------- | ------------ |
| 99       | 山本良幸 | 3rd      | クリフディメンション | 2→3本目      |
| 42       | 中島結太 | 2nd      | バックストリーム     | タイムアップ |
| 95       | 山田勝己 | 1st      | ツインダイヤ         | 1→2個目      |
| 43       | 高須賀隼 | 1st      | ローリングヒル       | 上り         |

### 第42回大会
今大会は山本良幸がシードで出場権を獲得。中島結太と高須賀隼が選考会を勝ち上がり出場、団長の山田勝己も出場。山本・高須賀・中島の3人が3rd進出。特に中島は史上最年少3rd進出記録を更新した。3rdでは中島がクリフディメンションに到達するも、2回目の飛び移りに失敗し落水。山本と高須賀はともにリニューアルされたスイングエッジの1→2個目の飛び移りに失敗。
| ゼッケン | 名前     | ステージ | エリア               | 備考    |
| -------- | -------- | -------- | -------------------- | ------- |
| 46       | 中島結太 | 3rd      | クリフディメンション | 2→3本目 |
| 97       | 山本良幸 | 3rd      | スイングエッジ       | 1→2個目 |
| 47       | 高須賀隼 | 3rd      | スイングエッジ       | 1→2個目 |
| 95       | 山田勝己 | 1st      | ツインダイヤ         | 1→2個目 |